# Domarby distrikt
Domarby (fi. Tuomarinkylä) är en stadsdel och ett distrikt i Helsingfors stad. Stadsdelar inom distriktet är Svedängen, Torparbacken och Tomtbacka. (Bakom dessa länkar finns mera detaljerad information).
Nackböle (fi. Niskala) är en del av Domarby.